# 清水優哉
清水 優哉（しみず ゆうや、2000年12月18日 - ）は、日本の俳優。
福島県出身。グリーンメディア所属。

## 人物・エピソード
- 仮面ライダーに関する知識はかなり豊富で、特撮にかかわっていたベテランスタッフを驚かせた[3]。
- 趣味は昆虫採集、釣り。
- 特技はピアノ、アカペラ、バドミントン。[2]
- 好きな本は江戸川乱歩シリーズ[4]。
- 好きな漫画はギャグマンガ日和、べるぜバブ[5]。
- 郡山市立行健中学校→福島県立安積高等学校を経て、2020年現在では早稲田大学政治経済学部在学中。[2]

## 出演

### 映画
- カンフーくん（2008年）
- 悪夢ちゃん The 夢ovie（2014年） - 榎本歩夢 役

### テレビドラマ
- エジソンの母（2008年1月11日 - 2008年3月14日、TBS） - 花房賢人（エジソン） 役
- 炎神戦隊ゴーオンジャー 第24話（2008年8月3日、テレビ朝日） - 謎の少年（森の精霊） 役
- セレブと貧乏太郎（2008年10月14日 - 2008年12月23日、フジテレビ） - 佐藤一郎 役
- 歌のおにいさん 第3話（2009年2月6日、テレビ朝日） - とうやまわたる 役
- コールセンターの恋人 第4話・第6話・最終話（2009年7月31日・8月14日・9月11日、テレビ朝日） - 八田洋 役
- 水戸黄門第40部第3話「会津剣士、男の生きざま!・会津」（2009年8月10日、TBS） - 菅谷芳太郎 役
- マイガール 第5話（2009年11月6日、テレビ朝日） - 林直人 役
- 龍馬伝（2010年、NHK） - 井上正太郎の息子 役
- コード・ブルー 2nd season（2010年、フジテレビ） - 古川翔太 役
- 明日の光をつかめ（2010年、東海テレビ） - 沢口翔 役
- スクール!!（2011年、フジテレビ） - 清水俊哉 役
- ドラマスペシャル 熱中時代（2011年4月9日、日本テレビ） - 工藤豪 役
- 悪夢ちゃん（2012年、日本テレビ） - 榎本歩夢 役
  - 悪夢ちゃん スペシャル（2014年5月2日、日本テレビ）
- 妻、小学生になる。 第5話（2022年2月18日、TBS）- 団地住人 役
- 未来への10カウント 第1話（2022年4月14日、テレビ朝日）

### テレビ番組
- Beポンキッキ・beポンキッキーズ（2008年4月7日 - 2012年3月30日、BSフジ）
- We Can☆47（2011年4月25日 - 2013年3月31日、BSフジ）

### 音楽番組
- 第62回NHK紅白歌合戦（2011年12月31日、NHK総合） - チーム ジョビィ

### CM
- サンシャイン国際水族館（2007年）
- 日清食品 チキンラーメン 親子ではじめてのチキンラーメン 仲間由紀恵編（2009年）
- コカ・コーラ（2010年）